# Elección para gobernador de Texas de 2022
Las Elecciones para gobernador de Texas se realizaron el 8 de noviembre de 2022. El gobernador republicano en ejercicio, Greg Abbott, quien fue elegido en 2018 con el 55.8% de los votos, es elegible para la reelección. Ha declarado que buscará un tercer mandato, presentando oficialmente su candidatura el 14 de junio de 2019.

## Primarias republicanas

### Candidatos

#### Declarados
- Greg Abbott, gobernador titular.
- Paul G. Belew, abogado.[1]
- Danny Harrison, empresario.[2]
- Kandy Kaye Horn, filántropa.
- Don Huffines, exmiembro del Senado de Texas (2015-2019).
- Ricky Lynn Perry, empleado.[3]
- Chad Prather, comediante.
- Allen West, expresidente del Partido Republicano de Texas.

### Encuestas
| Fuente de la encuesta | Fecha(s) de realización          | Tamaño de muestra | Margen de error | Abbott | Huffines | Perry | Prather | West | Otro | Indecisos |
| --------------------- | -------------------------------- | ----------------- | --------------- | ------ | -------- | ----- | ------- | ---- | ---- | --------- |
| The Trafalgar Group   | 25-28 de febrero de 2022         | 1040              | ± 3.0%          | 62%    | 10%      | 2%    | 2%      | 15%  | 5%   | 3%        |
| Emerson College       | 21-22 de febrero de 2022         | 522               | ± 4.2%          | 61%    | 9%       | 3%    | 3%      | 12%  | 3%   | 9%        |
| UT Tyler              | 8-15 de febrero de 2022          | 581               | ± 4.4%          | 60%    | 3%       | 6%    | 3%      | 7%   | 5%   | 15%       |
| YouGov/UT             | 28 de enero-7 de febrero de 2022 | 375               | ± 5.1%          | 60%    | 14%      | 5%    | 3%      | 15%  | 3%   | -         |
| UT Tyler              | 18-25 de enero de 2022           | 514               | ± 5.1%          | 59%    | 4%       | 4%    | 2%      | 6%   | 4%   | 20%       |
| YouGov/UH             | 14-24 de enero de 2022           | 490               | ± 3.7%          | 58%    | 7%       | 3%    | 2%      | 11%  | 2%   | 17%       |

### Resultados
| Candidatos       | Votos     | %    |
| ---------------- | --------- | ---- |
|                  | Votos     | %    |
| Greg Abbott      | 1.285.886 | 66.4 |
| Allen West       | 237.934   | 12.3 |
| Don Huffines     | 232.000   | 12.0 |
| Chad Prather     | 73.878    | 3.8  |
| Ricky Lynn Perry | 62.045    | 3.2  |
| Kandy Kaye Horn  | 23.341    | 1.2  |
| Paul Belew       | 11.246    | 0.6  |
| Danny Harrison   | 10.708    | 0.6  |
| Total            | 1.937.038 | 100  |

## Primarias demócratas

### Candidatos

#### Declarados
- Beto O'Rourke, exmiembro de la Cámara de Representantes de los Estados Unidos (2013-2019).[4]
- Inocencio Barrientez.
- Michael Cooper, pastor.[5]
- Joy Diaz, reportero.[6]
- Rich Wakeland.

### Encuestas
| Fuente de la encuesta | Fecha(s) de realización  | Tamaño de muestra | Margen de error | Beto O'Rourke | Otros | Indecisos |
| --------------------- | ------------------------ | ----------------- | --------------- | ------------- | ----- | --------- |
| YouGov                | 22-31 de octubre de 2021 | 436 (RV)          | ± 4.7%          | 70%           | 5%    | 25%       |

### Resultados
| Candidatos           | Votos     | %    |
| -------------------- | --------- | ---- |
|                      | Votos     | %    |
| Beto O'Rourke        | 965.202   | 91.3 |
| Joy Diaz             | 33.326    | 3.2  |
| Michael Cooper       | 32.212    | 3.1  |
| Rich Wakeland        | 13.058    | 1.2  |
| Inocencio Barrientez | 12.866    | 1.2  |
| Total                | 1.056.664 | 100  |

## Elección general

### Predicciones
| Fuente                    | Clasificación | Desde                    |
| ------------------------- | ------------- | ------------------------ |
| The Cook Political Report | Probable      | 5 de octubre de 2021     |
| Inside Elections          | Sólido        | 29 de septiembre de 2021 |
| Sabato's Crystal Ball     | Probable      | 15 de septiembre de 2021 |

### Encuestas
Resumen gráfico
| Fuente de la encuesta         | Fecha(s) de realización    | Tamaño de muestra | Margen de error | Greg Abbott (R) | Beto O'Rourke (D) | Otro Indecisos |
| ----------------------------- | -------------------------- | ----------------- | --------------- | --------------- | ----------------- | -------------- |
| Quinnipiac University         | 2-6 de diciembre de 2021   | 1,224 (RV)        | ± 2.8%          | 52%             | 37%               | 10%            |
| UT Tyler                      | 9-16 de noviembre de 2021  | 1,106 (RV)        | ± 3.2%          | 45%             | 39%               | 16%            |
| YouGov                        | 22-31 de octubre de 2021   | 1,200 (RV)        | ± 2.8%          | 46%             | 37%               | 17%            |
| YouGov                        | 14-27 de octubre de 2021   | 1,402 (RV)        | ± 3.1%          | 43%             | 42%               | 15%            |
| UT Tyler                      | 7-14 de septiembre de 2021 | 1,148 (RV)        | ± 3.7%          | 42%             | 37%               | 21%            |
| UT Tyler                      | 22-29 de junio de 2021     | 1,090 (RV)        | ± 3.0%          | 45%             | 33%               | 22%            |
| Public Opinion Strategies (R) | 14-17 de junio de 2021     | 800 (LV)          | ± 3.5%          | 52%             | 42%               | 6%             |

#### Encuesta hipotética
Greg Abbott vs. un demócrata genérico
| Fuente de la encuesta | Fecha(s) de realización     | Tamaño de muestra | Margen de error | Greg Abbott (R) | Demócrata genérico | Indecisos |
| --------------------- | --------------------------- | ----------------- | --------------- | --------------- | ------------------ | --------- |
| Data For Progress     | 15-22 de septiembre de 2020 | 726 (LV)          | ± 3.6%          | 46%             | 34%                | 20%       |

Greg Abbott vs. Oponente genérico
| Fuente de la encuesta | Fecha(s) de realización | Tamaño de muestra | Margen de error | Greg Abbott (R) | Oponente genérico | Indecisos |
| --------------------- | ----------------------- | ----------------- | --------------- | --------------- | ----------------- | --------- |
| Quinnipiac University | 15-21 de junio de 2021  | 1,099 (RV)        | ± 3.0%          | 46%             | 48%               | 6%        |